# Сан Хосе (провинция)
Вижте пояснителната страница за други значения на Сан Хосе.
Сан Хосе (на испански: San José) е една от 7-те провинции на централноамериканската държава Коста Рика. Сан Хосе се намира в централната част на страната. Провинцията е с население от 1 404 242 жители (по преброяване от май 2011 г.) и обща площ от 4965,90 km².
Столицата на провинцията е едноименният град Сан Хосе, който също е и националната столица.